# Montmelas-Saint-Sorlin
Montmelas-Saint-Sorlin település Franciaországban, Rhône megyében. Lakosainak száma 530 fő (2022. január 1.). Montmelas-Saint-Sorlin Blacé, Vaux-en-Beaujolais, Rivolet, Denicé és Saint-Julien községekkel határos.

## Népesség
A település népességének változása:
| Lakosok száma | 453  | 480  | 498  | 502  | 507  | 516  | 534  | 532  | 530  |
|               | 2013 | 2015 | 2016 | 2017 | 2018 | 2019 | 2020 | 2021 | 2022 |